# 大阪府立汎愛高等学校
大阪府立汎愛高等学校（おおさかふりつ はんあい こうとうがっこう）は、大阪府大阪市鶴見区にある公立高等学校。

## 概要
旧制大阪市立汎愛中学校の流れを汲み、学制改革によって新制の大阪市立汎愛高等学校に改編された。開校当初は当時の大阪市東区（現在の中央区）に校舎があったが、1962年に現在地に移転している。2022年4月より大阪府に移管し、大阪府立汎愛高等学校へと改称した。
全日制普通科のほか、体育科を併設する高等学校となっている。体育科では体育科目について専門的に学ぶ。2021年度入学生までは、体育系学科の武道科も設置されていた。
2022年度入学生より、従来の体育科と武道科を統合再編して新たな体育科が設置され、体育科の中に健康スポーツ・アスリート・武道の3コースが設置される。武道科での教育内容は体育科のコースとして継承される。
特徴的な活動としては「団活動」があげられ「団」は学科の枠を越えて各学年1クラスずつで編成される縦割り集団で、『汎愛祭』（体育祭・文化祭）では団単位で取り組む。

## 沿革

### 旧制汎愛中学校
大阪市内では1930年代当時、中学校・高等女学校などの中等学校への進学希望者が増加し、入試難などの状態になっていた。
1900年に大阪府が打ち出した「大阪府教育十ヵ年計画」により、大阪市内での中等教育については、大阪府が普通教育学校中心、大阪市が実業教育学校中心とする役割分担ができていた。しかし大阪府全域で入試難などの状態が続き、府は郡部の学校増設を優先したことなどもあり、大阪市内の学校増設については、大阪府は市に協力を求める・大阪市の側も自前で設置したいと要望が出るなどの状況が生まれた。
それらのことを背景として、当時の大阪市は、中等学校の入試難を緩和するため学校の増設をおこなうことにした。その際、比較的児童数が少なく設備の充実している都心部の小学校（国民学校）を近隣校に合併させる形で統廃合して、空いた校舎を転用する方法で中等学校の校舎・校地を確保する施策をとった。
そのうちの一校として、汎愛小学校を廃校し校舎を転用して、大阪市立としては2校目となる中学校が設立されることになった。
1941年3月10日、修業年限5カ年の中学校を1942年度から開設することが認可された。1942年4月15日に大阪市立汎愛中学校として、東区淡路町に開校した。
校名の「汎愛」は旧汎愛小学校のものを引き継いでいるが、旧汎愛小学校の校名は懐徳堂に掲示されていた論語の文章「子曰、弟子入即孝、出即弟、謹而信、汎愛衆 而親仁、行有餘力、即以学文」から採用されている。

### 汎愛高等学校
学制改革に伴い、1948年に大阪市立汎愛高等学校が発足した。大阪市立東高等学校（旧制東高等女学校）および大阪市立船場高等学校（旧制船場高等女学校）と生徒を交流し、男女共学を実施した。
大阪市の方針により、汎愛高等学校は1950年、大阪市立東高等学校に統合される形になった。書類上は廃校となり、東高等学校の北校舎（分校）の扱いになった。しかし学校関係者の要望などを背景に、2年後の1952年4月1日付でに再び大阪市立汎愛高等学校として独立開校した。
1952年2月15日に学校の復活・独立の内示があり、2月15日を創立記念日と位置づけている。
1962年には現在地に移転した。
汎愛高等学校は全日制普通科高等学校として出発した。一方で大阪市立の高等学校では1970年代から学校特色化の方向の検討が始まり、1980年代以降「意欲的で目的意識の明確な生徒の入学により学校が活性化することをねらい」として、府立高等学校とは異なった形での学校特色化の動きが具体化した。市立の普通科系高等学校では普通科目を深化させて学ぶ専門学科設置の動きが生まれた。
特色化の動きを受け、1992年には体育科を設置した。さらに1993年には武道科を設置した。
2010年代になると大阪市と大阪府の方針により、大阪市立の高等学校を大阪府に移管する構想が打ち出された。移管方針が2019年に具体化し、大阪市会・大阪府議会での関連条例の可決を経て、大阪市立の高等学校全校は、2022年4月より大阪府立高校として移管されることが決まった。これに伴い同校も2022年4月1日付で大阪府に移管され、大阪府立汎愛高等学校に改称された。

### 年表
- 1941年3月10日 - 開設が認可される（学校創立と位置づけられている）。
- 1942年4月15日 - 大阪市立汎愛中学校（旧制）として、東区淡路町に開校。
- 1948年 - 学制改革により大阪市立汎愛高等学校が発足。大阪市立東高等学校との生徒交流で男女共学化。
- 1950年4月1日 - 大阪市立東高等学校に合併され、大阪市立東高等学校北校舎となる。
- 1952年4月1日 - 大阪市立東高等学校から分離独立し、大阪市立汎愛高等学校が再開校。
- 1962年 - 大阪市城東区今津町中2丁目1番地（当時の住所表示。現在の校地）に移転。
- 1992年 - 体育科を新設。
- 1993年 - 武道科を新設。
- 2022年 - 大阪府に移管し大阪府立汎愛高等学校に改称。体育科・武道科を一本化（同年度入学生より）。

## 部活動
体育系の部活動が盛んでインターハイ男子バスケットボール部女子バスケットボール部はじめ各種大会で上位の成績を残している。
ラグビー部やなぎなた部・弓道部など、ほかの高等学校ではあまり設置されていない部活動も設置されている。
部活動以外の個人活動では、2018年10月、第13回全国高校生ボディビル選手権大会優勝者を出している。

## 出身者
- 三遊亭圓歌 - 落語家
- よゐこ - お笑い芸人
- 白川悟実（テンダラー）
- 竜雷太 - 俳優
- 杉本美香 - 柔道
- 笑福亭右喬 - 落語家
- 落合直子 - 競艇選手
- koppy - タレント、漫画家
- 小園千加 - アナウンサー
- 松本力哉 - ラグビー
- 竜ノ湖太郎 -作家
- 阪脩 - 声優
- 高城勝一 - ラグビー

## 交通
- 大阪シティバス 汎愛高校前バス停よりすぐ
- JR片町線（学研都市線）・おおさか東線 放出駅より北東へ約1.2km
- JR片町線（学研都市線） 徳庵駅より西へ約1.2km